# SGR 1900+14
SGR 1900+14는 독수리자리에 있는 중성자별이다.